# Ducat de Lucca
Pel ducat longobard de Lucca, vegeu Ducat de Túscia

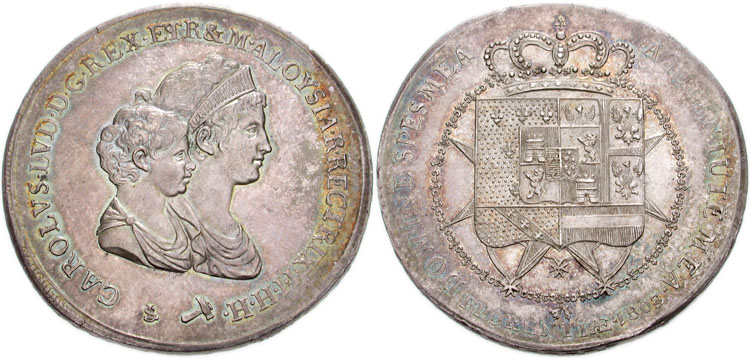
El duc Carles II de Parma, duc de Lucca, d'infant en una moneda de l'època.

El Ducat de Lucca fou un estat creat l'any 1815 al nord de la península Itàlica en base els antics dominis de la República de Lucca, annexionada el 1803 per la França de Napoleó Bonaparte, i annexionat al Gran Ducat de Toscana l'any 1847.

## Antecedents
L'any 1815 el Congrés de Viena optà per convertir l'antiga República de Lucca, l'última ciutat estat, al costat de Venècia, Gènova e San Marino, de mantenir una constitució republicana, en un ducat independent sota les mans de la família dels Borbó-Parma.
Els Borbó-Parma, descendent de manera indirecta de la família dels Farnese, històricament havien dominat el Ducat de Parma, Piacenza i Guastalla. Ara bé, amb l'ocupació napoleònica de la península italiana, els ducats parmesans s'integraren a l'estat francès i la família dels Borbó-Parma, fidel a Napoleó Bonaparte, rebé un nou estat, el Regne d'Etrúria.

## Creació del Ducat
Amb l'acabament de les Guerres Napoleòniques els Borbó-Parma foren expulsats de Parma i s'entregà el territori a l'arxiduquessa Maria Lluïsa d'Àustria, segona esposa de Napoleó. Per tal de compensar els Borbó-Parma, el Congrés de Viena creà el Ducat de Lucca, basant-se en l'antiga república abolida l'any 1803, i fou transmès a la infanta Maria Lluïsa d'Espanya, vídua de Lluís I d'Etrúria, i, per tant, matriarca de la família Borbó-Parma.
Les decisions del Congrés de Viena van ser durament i fermament rebutjades per la infanta, que també va induir el seu germà, el rei Ferran VII d'Espanya, a no signar ni l'Acta Final ni el posterior Tractat de París del 1815. L'antiga reina d'Etrúria es va refugiar a la seva residència romana i es va negar rotundament a prendre possessió del nou ducat que li havia estat assignat.
Dos anys més tard les grans potències van trobar un acomodament: Ferran VII va tornar al concert dels estats europeus signant finalment les actes anteriors, i, alhora, un nou tractat col·lateral a l'Acta Final, signat el 10 de juny de 1817, va reconèixer a Maria Lluïsa de Borbón, el seu fill Carles Lluís i els seus descendents barons directes el dret de reversió al Ducat de Parma després de la mort de l'exemperadriu dels francesos. En aquest moment, d'acord amb el que ja ha establert el Congrés de Viena, el ducat de Lucca s'integraria al Gran Ducat de Toscana.
L'octubre de 1847, però, sense ni tan sols esperar la mort de l'antiga emperadriu (que es va produir dos mesos més tard), Carles Lluís, que havia succeït a la seva mare el 1824, va cedir aviat el ducat al gran duc de Toscana Leopold II.
L'any 1860, després d'una incursió militar i un referèndum popular, el Gran Ducat de Toscana, inclòs el Ducat de Lucca, es va integrar al Regne d'Itàlia. Actualment corresponen aproximadament respectivament a la regió italiana de la Toscana, amb capital a la ciutat de Florència, i a la província de Lucca.

## Llista de Ducs de Lucca
- 1815-1824: Maria Lluïsa d'Espanya
- 1824-1847: Carles Lluís de Lucca (Carlo Lodovico, en italià)